# Icarosaurus
Icarosaurus (gr. lagarto Ícaro, por su capacidad de planear) es un género extinto de saurópsidos lepidosauromorfos del orden Eolacertilia del Triásico Superior (época del Noriense) en la Formación Lockatong de Nueva Jersey (Estados Unidos). Está lejanamente emparentado con los lagartos y tuataras actuales.
Era de pequeño tamaño, unos 10 cm desde la cabeza hasta las caderas. Como su pariente cercano Kuehneosaurus, podía planear cortas distancias gracias a que poseía unas largas expansiones laterales de las costillas cubiertas de piel con la superficie superior convexa y la inferior cóncava, lo que crea un perfil alar simple adecuada para planear. Este método de desplazamiento es el mismo que usaba Coelurosauravus (Avicephala) y los modernos dragones voladores del género Draco (Squamata), ninguno de los cuales guarda relación directa con Icarosaurus.

## Descubrimiento e historia
El único esqueleto conocido que pertenece definitivamente a Icarosaurus fue hallado en 1960 en North Bergen, Nueva Jersey por Alfred Siefker, quien por entonces era adolescente, y se tropezó con el espécimen mientras exploraba una cantera. Siefker llevó el ejemplar a los científicos del Museo Americano de Historia Natural en Nueva York para su identificación y preparación. Fue descrito por el paleontólogo Edwin Harris Colbert en 1966, quien lo llamó Icarosaurus siefkeri en honor de Siefker.
El fósil permaneció en las colecciones del Museo Americano de historia AMNH hasta finales de la década de 1980s. En 1989, Siefker reclamó el espécimen, al cual mantuvo en una colección privada durante la siguiente década. En el año 2000, Siefker vendió el fósil en una subasta en San Francisco a través de la casa de subastas Butterfield & Butterfield, a pesar de las preocupaciones de los paleontólogos ya que la venta podría hacer que el espécimen ya no estuviera disponible para el estudio científico. El fósil se vendió por US$167,000, solo la mitad de la cantidad por la que se había avaluado, a Dick Spight de California. Ese  mismo año, Spight donó el holotipo de Icarosaurus de regreso al Museo Americano de Historia Natural, en donde quedó en exposición desde el 7 de octubre de 2000.